# Oda Nobutsugu
Oda Nobutsugu (織田信次?; ... – 1574) è stato un samurai giapponese del periodo Sengoku, servitore del clan Oda.

## Biografia
Nobutsugu era il fratello più giovane di Oda Nobuhide e combatté nella prima battaglia di Azukizaka nel 1542. Servì suo nipote Nobunaga e tenne il castello di Moriyama nella provincia di Owari dopo la morte di suo fratello maggiore Nobumitsu. Nel 1555, durante la caccia, Nobutsugu uccise accidentalmente un fratello di Nobunaga, Hidetaka. Pare che mentre Nobutsugu pescava assieme a dei suoi servitori videro un ragazzo a cavallo; il ragazzo non scese da cavallo mancando così di rispetto a Nobutsugu che non l'aveva riconosciuto e un certo Suga Saizō scagliò una freccia che uccise Hidetaka.
Temendo le conseguenze per l'incidente Nobutsugu fuggì il giorno stesso dalla provincia. 
Non appena venne a conoscenza dell'accaduto Nobunaga bruciò la cittadina di Moriyama e distrusse parte del castello. 
Ritornò circa un anno dopo quando Nobunaga gli concedette il permesso e quindi il perdono. Fu ucciso nel 1574 durante la campagna di Nagashima.